# أباراتشيك

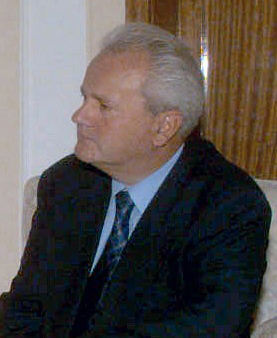

أباراتشيك (بالروسية: аппара́тчик)‏ هو مصطلح روسي عام يشير إلى موظف محترف في الحزب الشيوعي أو الحكومة؛ على سبيل المثال عميل جهاز حكومي وحزبي "" في منصب ذات مسؤولية بيروقراطية أو سياسية ويستثنى من ذلك المسؤولين رفيعي المستوى الذين يسمون بنومينكلاتورا. يصف جيمس بيلينغتون الشخص بأنه ليس بالرجل الذي لديه خطط عظيمة ولكن الرجل ذا مائة خطة محكمة التنفيذ. يعتبر مصطلح أباراتشيك مهين ويعطي العديد من المفاهيم السلبية عن الشخص الذي يوصف به.

عادة ما كان يتم نقل أعضاء «الجهاز» بين مناطق المسؤولية بتدريب ضئيل أو بعدم تدريب على الإطلاق في مجال مسؤوليتهم الجديدة، والذي نتج عنه إعطاء تسمية الأباراتشيك أو «عميل الجهاز» كأفضل وصف لذلك الصنف من الموظفين.
ليس كل موظف أباراتشيك كان يتولى وظيفته مدى الحياة ولكن العديد من الموظفين كانوا يتولون مناصبهم في منتصف أعمارهم. اليوم يمكن استعمال مصطلح الأباراتشيك خارج نطاق الاتحاد السوفيتي أو الدول الشيوعية ليعني أي مسؤول أو بيروقراطي في أي منظمة أو هيئة. أيضا قد سبق وأن استخدم المصطلح ليعني عميل أو جاسوس شيوعي.
| أباراتشيك                               |
| --------------------------------------- |
| روسية = аппаратчик                      |
| الكتابة بالحروف اللاتينية = apparatchik |
| المعنى الحرفي = مسؤول أو موظف جهازي     |